# Antoni Marquès (escultor)
Antoni Marqués (Sabadell, 1956) es un escultor español.

## Biografía
Marqués se formó en la Escuela Massana de Barcelona y entre los años 1984 y 1985 hizo estudios de perfeccionamiento de escultura con hierro en el taller de Bernard Perrin en la Escuela de Bellas Artes de París.

### Años 80
Desde el año 1980 se dedicó exclusivamente a la escultura, trabajando inicialmente con hierro oxidado, bronce, aluminio, acero inoxidable barnizado, cinc y plomo. Eran esculturas que reproducían planes con pequeñas variaciones y en las cuales ya eran presentes elementos que después serían constantes a su producción, como las tensiones entre el estatismo y el movimiento, la reiteración, la geometría, la orden, la estructura o la seriación. De esta época es, también, su primera escultura en el espacio público, en el Valle de Hecho (Huesca).
A mediados de los 80 incrementó su participación en convocatorias y certámenes de escultura a todo el estado español. El 1985 fue seleccionado a la Y Muestra de Arte Joven de Madrid, pasando a trabajar desde entonces con la Galería Buades, y posteriormente fue seleccionado en el VI Salón de los 16 (Madrid). Formó del colectivo Grup Soledat 72.
Sus obras adoptaron un cierto expresionismo experimental. Se trataba sobre todo de esculturas de hierro oxidado de grandes dimensiones en que se identificaban objetos cotidianos que salían de pequeñas maquetas hechas de elementos reaprovechados. 
El 1987 empezó a trabajar con el concepto, con esculturas que traducían objetos extraídos de la realidad, primero del mundo industrial y a continuación de la electrónica, trabajados con mucho cuidado y meticulosidad. No se trataba de simples réplicas aumentadas de estos objetos, sino de la representación de iconos de clichés y de comportamientos humanos con una gran carga poética. El lenguaje era cercano al Pop-Arte pero con un trasfondo que enlazaba con la obra del artista británico Tony Cragg.

### Años 90
A partir de los años 90 incorporó nuevos materiales como resinas, plásticos termoformados, hierro pintado, serigrafías, vidrio y espejos. Las esculturas seguían mostrando objetos del mundo cotidiano, piezas mecánicas o elementos electrónicos de dimensiones desmesuradas, a veces incluso no reconocibles. Marqués buscaba poner de manifiesto la humanidad de un proceso de creación prácticamente artesanal, frente a la seriación y la estandarización de los objetos reales. De este modo los convertía en piezas únicas e individualizadas. A la vez introdujo la crítica hacia los sistemas de reclamo del consumismo, trasladándolos con ironía a los títulos de sus obras, y aparecieron los sistemas de envasado, la comida y los juguetes.
Gradualmente el color adquirió una presencia sustancial en su obra y empezó a trabajar con resinas sintéticas, que le facilitaban la seriación y le aportaban nuevas calidades estéticas (brillantez, transparencia, etc.). En este momento la temática de su escultura hizo un giro hacia el mundo doméstico y íntimo.

### Años 2000
A partir del año 2000 estos materiales se fueron combinando y fusionando entre sí para expresar nuevas calidades plásticas. También empezó a trabajar con formas más orgánicas que le permitían jugar con el reflejo de la luz y de la oscuridad que le proporcionaban las materias con que cada escultura estaba hecha.
En los últimos años su producción muestra obras que emanan tensiones a través de la oposición entre formas geométricas y orgánicas, con formas simples que estructura de forma compleja o, a veces, incluso, con el contraste de los colores o de los materiales con que están hechos. A la desmesura, que sigue siendo un componente representativo de sus esculturas, se le ha añadido a veces la violencia que se origina con el choque de ángulos, pinchos o superficies lisas con formas orgánicas y blandas. El papel y el dibujo, que siempre han sido presentes a su creación, vuelven a tener protagonismo.
Antoni Marqués tiene obras en varias colecciones, como la de Hubert Naumann (Nueva York), La Colección Coca Cola (Madrid) o la Colección de Arte Contemporáneo de la Fundación “La Caixa” (Barcelona), así como en el Museo de Bellas Artes de Álava y el Museo de Arte de Sabadell, además de otras colecciones privadas. Regularmente expone su obra en la Galería Moriarty de Madrid y en la Galería Canem de Castellón.

## Obra en espacios públicos
- Valle de Hecho (Huesca)
- Primera escultura del Parque, Parque de Cataluña (Sabadell)[4]
- Escultura al jardín, Fundación Caja de Sabadell (Sabadell)